# Kate Phillips
Kate Phillips (Londres, 21 de maig de 1989) és una actriu de televisió britànica. Coneguda internacionalment per la interpretació del personatge de Jane Seymour a l'exitosa minisèrie Wolf Hall el 2015. Posteriorment ha aparegut a la minisèrie War & Peace (2016), a la primera temporada de The Crown (2016) i a les tres darreres temporades de la sèrie de televisió Peaky Blinders (2016-2022). El 2019 interpreta a la princesa Maria a la pel·lícula Downton Abbey. Des del 2020 interpreta a Eliza Scarlet, el personatge principal del drama criminal d'època victoriana, La senyoreta Scarlet i el duc.

## Biografia
Després de passar tres anys estudiant a la Universitat de Leeds, Phillips va aconseguir una plaça a la Guildhall School of Music and Drama de Londres. Després de graduar-se, va tornar a Leeds per interpretar a Abigail Williams a l'obra Les Bruixes de Salem al teatre Leeds Playhouse. L'agost de 2018 es va publicar que Phillips formaria part del nou repartiment del llargmetratge Downton Abbey.

## Filmografia

### Cinema
- 2019. The Aftermath
- 2019. Downton Abbey
- 2021. Benediction

### Televisió
- 2015. Wolf Hall, cinc episodis com a Jane Saymour.
- 2016. War & Peace, tres episodis com a Lise Bolkonskaya.
- 2016-2022. Peaky Blinders, temporades 3 a 6.
- 2016. The Crown, tres episodis com a Venetia Scott.
- 2016. My Mother and Other Strangers, tres episodis com a Tillie Zeigler.
- 2018. The Alienist, episodi 3 de la primera temporada.
- 2020-avui dia. La senyoreta Scarlet i el duc, com a Eliza Scarlet.
- 2020. The English Game, com a Laura Lyttelton.
- 2022. Atlanta, temporda 3, Episode "White Fashion" com a Wendy.
- 2023. Hijack, com a Collette.
- TBA. Wolf Hall: The Mirror and the Light, com a Jane Saymour.